# Dragsjön (Vänjans socken, Dalarna)
Dragsjön är en sjö i Mora kommun i Dalarna och ingår i Dalälvens huvudavrinningsområde. Sjön har en area på 1,44 kvadratkilometer och ligger 451,3 meter över havet. Sjön avvattnas av vattendraget Ogströmmen (Ogan).

## Delavrinningsområde
Dragsjön ingår i det delavrinningsområde (676991-137966) som SMHI kallar för Utloppet av Dragsjön. Medelhöjden är 480 meter över havet och ytan är 26,79 kvadratkilometer. Räknas de 23 avrinningsområdena uppströms in blir den ackumulerade arean 269,28 kvadratkilometer. Ogströmmen (Ogan) som avvattnar avrinningsområdet har biflödesordning 4, vilket innebär att vattnet flödar genom totalt 4 vattendrag innan det når havet efter 425 kilometer. Avrinningsområdet består mestadels av skog (52 procent) och sankmarker (38 procent). Avrinningsområdet har 1,48 kvadratkilometer vattenytor vilket ger det en sjöprocent på 5,6 procent.